# Freak on a Leash
 Freak on a Leash  — комерційно успішна пісня ню-метал  — групи Korn. Пісня увійшла до альбому 1998 року, Follow The Leader як другий сингл і також була пізніше випущена на збірці Greatest Hits vol. 1 в 2004. Пісня була перероблена для акустичного виконання з вокалісткою Емі Лі з Evanescence в 2006, коли Korn з'явилися на MTV Unplugged. Сингл отримав масивну розкрутку (незважаючи на провал у Billboard Hot 100) на рок — радіо, MTV (від якого з недавнього часу група почала отримувати сильну підтримку) і MuchMusic.
Вокаліст Джонатан Девіс розповів, що текст пісні присвячений музичній індустрії, експлуатуючої музикантів (пізніше група повернулася до цієї тематики в 2003 році в пісні Y'All Want a Single). Трек містить скат — спів у кінці пісні і бітбоксінг перед програшем.
Пісня зазвичай грала під час виклику на біс на концертних виступах групи і використовувалася в рекламі продукції Puma, після підписання відповідного контракту.
Richard Cheese and Lounge Against the Machine зробили свінгову версію пісні, яка увійшла до їх альбом The Sunny Side of the Moon : The Best of Richard Cheese 2006. Також Freak on a Leash одна з найулюбленіших пісень Korn у Філді.

## Відео
Відео вийшло 29 січня 1999 і було створено з анімації Тодда Макфарлейна, заснованої на художньому оформленні альбому Follow The Leader, змішаної з живими кадрами виступу групу, під режисурою Джонатана Дейтона і Валері Фаріс. Коли пісня переривається бітбоксом, це трохи схоже на приспів пісні «Chi» з альбому Korn Life Is Peachy.
У кліпі розповідається про групу дітей, що зібралися на обриві, щоб пограти (якщо придивитися, то можна побачити музикантів Korn, анімованих у вигляді дітей). Охоронець зауважує дітей, йде до них, але випадково спотикається і його пістолет, вдарившись об землю, стріляє. Куля пролітає крізь стіну (при цьому анімаційна частина кліпу перетворюється на постер), вилітає з постера і летить не зупиняючись, ігноруючи тертя та інші сили, здатні її зупинити, знищуючи все у що потрапляє (незважаючи на те, що куля нікого не вбила під час польоту, періодично вона пролітала в декількох міліметрах від людей). Потім куля влучає в постер Korn, літає навколо музикантів і потім повертається в постер, з якого вилетіла на самому початку. Наприкінці відео маленька дівчинка ловить і повертає кулю охоронцеві.
Відео отримало премію Греммі в 2000 у номінації «Найкраще коротке музичне відео» і дві премії MTV Video Music Awards (відео проходило по 9 номінаціями).